# 커크 폭스
커크 폭스(영어: Kirk Fox, 1969년 8월 26일 ~ )는 미국의 배우이다.

## 출연 작품

### 영화
- 초콜렛 도넛 (2012년) - 비욱스 역
- 하우 투 메이크 러브 투 어 우먼 (2010년)
- 스틸 웨이팅... (2009, Still Waiting...) - 행크 역
- 포스트 그래드 (2009년)
- 하숙인 (2009년)
- 테니스, 애니원...? (2005년)
- 폴리 쇼어 이즈 데드 (2003년)
- 템테이션 스트레인저 (2000년)
- 패트리어트 - 늪 속의 여우 (2000년)
- 포스트맨 (1997년)
- 인피니티 (1996년)
- 크리미널 허트 (1995년)
- 갈색 유혹 (1993년)

### 텔레비전
- 팍스 앤 레크리에이션 (2009-13) - 조 역
- Terriers (2010)
- 러시 아워 (2016, Rush Hour)